# Clutier, Iowa
Clutier là một thành phố thuộc quận Tama, tiểu bang Iowa, Hoa Kỳ. Năm 2010, dân số của thành phố này là 213 người.

## Dân số
Dân số qua các năm:
- Năm 2000: 229 người.
- Năm 2010: 213 người.